# Tout pour l'or
Pour plus de détails, voir Fiche technique et Distribution.
Tout pour l'or (Alles für Geld) est un film allemand réalisé par Reinhold Schünzel, sorti en 1923.

## Synopsis
Rupp, un ancien boucher, a fait fortune comme industriel pendant la Grande Guerre tandis qu'Henry, un aristocrate, est complètement ruiné et doit travailler comme électricien dans un spectacle de vaudeville. 
Lorsque Rupp est invité dans le vaudeville et devient intrusif envers une danseuse, Henry se heurte à lui et perd son emploi en conséquence. Pour l’aider, sa fiancée Asta vend ses bijoux de famille – à Rupp. La querelle entre les deux hommes s’intensifie.

## Fiche technique
- Titre original : Alles für Geld
- Titre français : Tout pour l'or
- Réalisation : Reinhold Schünzel
- Scénario : Hanns Kräly et Rudolf Stratz
- Direction artistique : Kurt Richter
- Photographie : Alfred Hansen et Ludwig Lippert
- Production : Emil Jannings
- Pays de production : République de Weimar
- Format : Noir et blanc - 1,33:1 - Film muet
- Durée : 83 minutes
- Date de sortie : 1923

## Distribution
- Emil Jannings : S. I. Rupp
- Hermann Thimig : Fred Rupp
- Dagny Servaes : Asta
- Hedwig Pauly-Winterstein : Frau von Laar
- Walter Rilla : Henry von Lauffen
- Curt Goetz : Graf Ehrhardt
- Maria Kamradek : Sissy
- Paul Biensfeldt : Kammerdiener Pitt
- Ferry Sikla : Juwelier
- Ulrich Bettac : Fred Rupp
- Ernst Stahl-Nachbaur : Direktor der Goliath-Werke
- Heinrich Schroth : Direktor der Phönix-Werke
- Reinhold Schünzel : Schieber